# Bertram Bartl

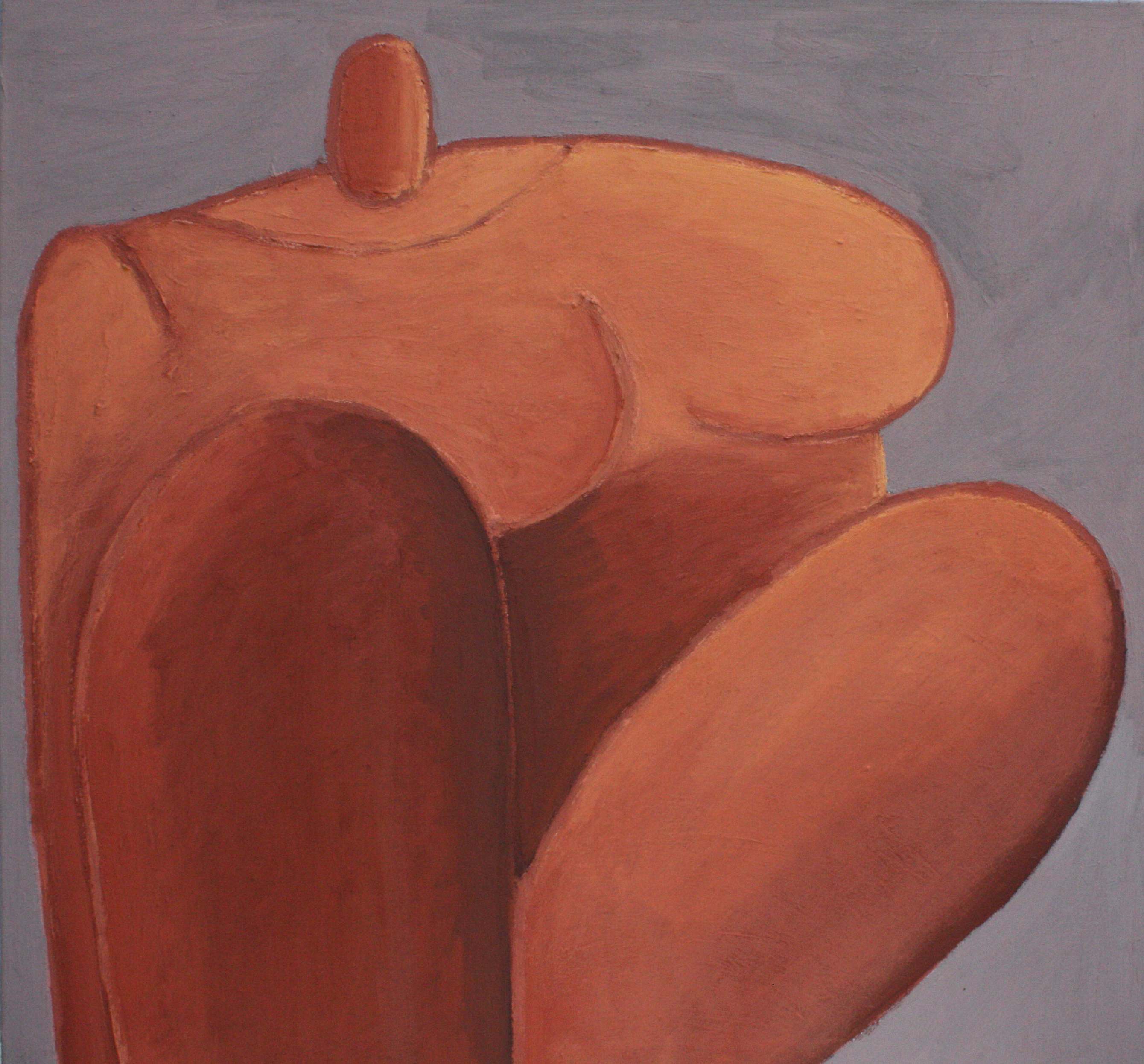
Bertram Bartl: Ruhende III (2015). Im Besitz des Künstlers, Ulm.

Bertram Bartl (* 18. Mai 1956 in Lörrach) ist ein deutscher Maler, Grafiker und Bildhauer. Er lebt und arbeitet in Ulm.

## Künstlerisches Schaffen

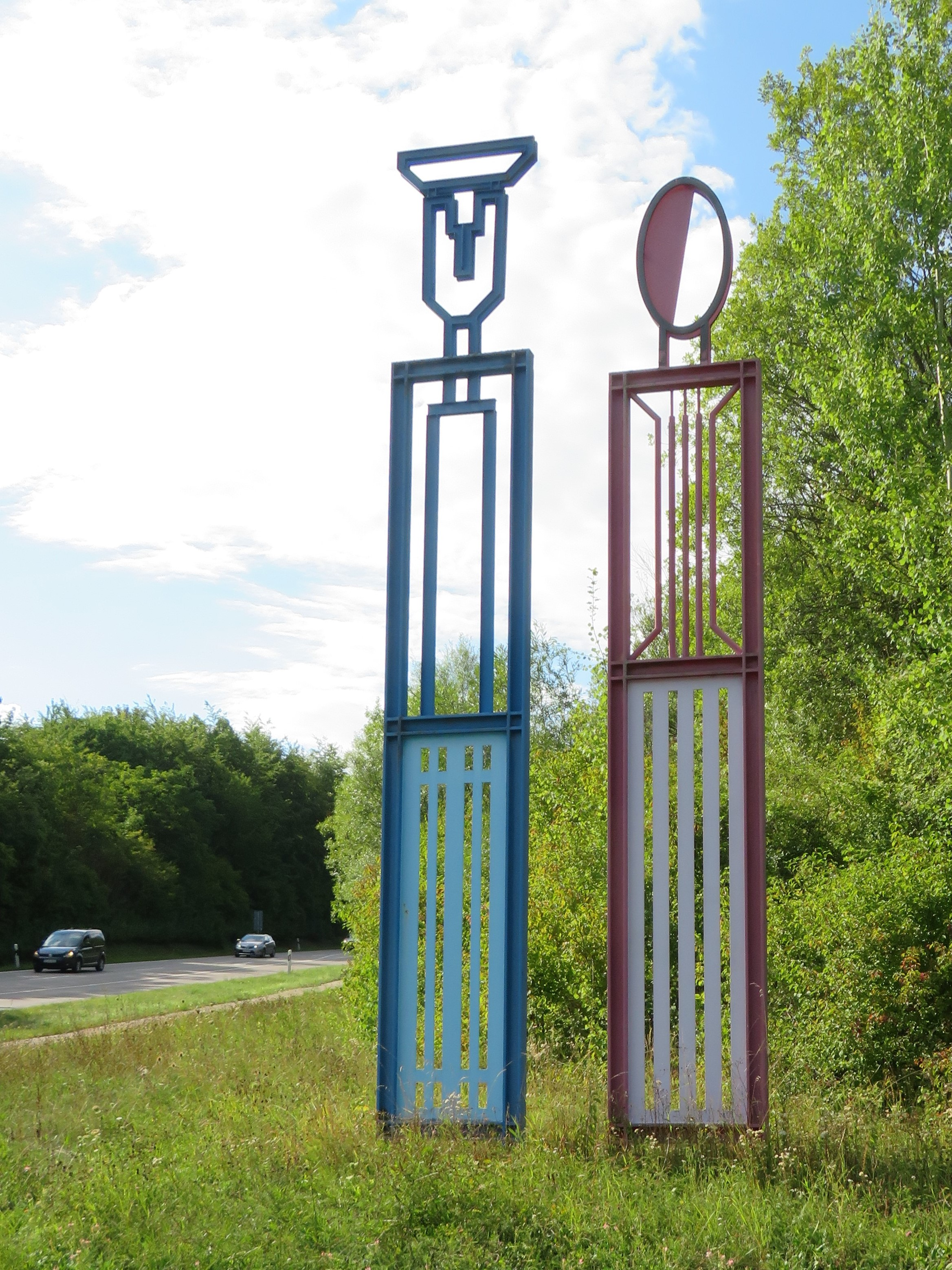
Skulptur Paar, Ulm-Eselsberg (2001)

Bertram Bartl studierte von 1981 bis 1987 Malerei an der Kunstakademie zu Karlsruhe bei Per Kirkeby. Bis Ende der 1980er Jahre entstand eher konventionelle Malerei mit mystischen Themen (z. B. Faun und Baum, Herz, Schlange).
In den 1990er Jahren setzte Bartl den Computer zur Bildbearbeitung ein. Er scannte seine Zeichnungen ein und verzerrte sie am Computer. Damit erreichte er eine Ausdruckssteigerung wie bei Mona Lisa und JFK und MM. Zentrales Werk dieser Schaffensperiode ist sein zwischen 1991 und 2000 entstandener zehnteiliger Totentanz-Zyklus. Ab 2001 folgt eine Kehrtwende wieder hin zur reinen Malerei. Bartl beschreibt diese Phase, die sich fast ausschließlich mit dem Motiv „Gesicht“ und dem urweiblichen Körper befasst, selbst als „Neoarchaik“.
Im August 2001 wurde seine mehr als sechs Meter hohe Skulptur Paar an der Ecke Eselsbergsteige/Berliner Ring in Ulm installiert. Die in Blau und Rot lackierten Stahlfiguren, die einen Mann und eine Frau symbolisieren, sind Teil eines Kunstprojektes, das nach einem Wettbewerb mit Werken von elf Künstlern im Neubaugebiet Eselsberg verwirklicht wurde.

## Werke Bartls in öffentlichen Sammlungen (Auswahl)
- Staatsgalerie Stuttgart
- Ulmer Museum
- Sammlung Würth

## Ausstellungen (Auswahl)
- 1992 Stadthaus Jena
- 2001 Künstlerhaus Ulm
- 2002 Museum der Stadt Füssen
- 2005 Alte Werkhalle Waldshut
- 2006 Galerie Holm, Ulm
- 2006 Galerie im Kornhauskeller, Ulm
- 2009 Museum des Landkreises Neu-Ulm
- 2009 MEWO-Kunsthalle, Memmingen
- 2011 Kunst im Bau, Ulm
- 2013 Helferhaus Galerie, Langenau
- 2015 Galerie auf der Insel, Thalfingen[8]
- 2015 Kunstraum Zehntscheuer, Münsingen[9]
- 2015 Kulturbahnhof, Langenau[10]